# ایا (خواننده)
ماریا کویین آرکتا (انگلیسی: Maraiah Queen Arceta؛ زادهٔ ۲۷ ژانویه ۲۰۰۱) که به‌طور حرفه‌ای با نام ایا (Aiah) شناخته می‌شود، مدل، خواننده و رقصنده اهل فیلیپین است. او یکی از اعضای گروه دخترانه بینی است.

## اوایل زندگی و تحصیلات
ماریا کویین آرکتا زادهٔ ۲۷ ژانویه ۲۰۰۱ در سیبو، فیلیپین است و یک برادر دارد. پیش از حضور در ادیشن‌ها، آرکتا در رویدادهای مدرسه، مدلینگ و مراسم‌های زیبایی شرکت می‌کرد. در اواخر سال ۲۰۱۸، او به مراسم زیبایی از یک برند رژلب حضور پیدا کرد و به عنوان دوشیزه سیلکا فیلیپین ۲۰۱۸ انتخاب شد.